# Edson Ratinho
Pour les articles homonymes, voir Edson et Ratinho.
Edson Ramos da Silva dit Edson Ratinho est un footballeur brésilien, né le 31 mai 1986 à João Pessoa au Brésil. Il évolue actuellement au EC São Bento au poste de défenseur droit, mais il peut aussi jouer plus haut dans le couloir.

## Palmarès
- AEK Athènes
  - Finaliste de la Coupe de Grèce : 2009
- FK Bunyodkor
  - Vainqueur du Championnat d'Ouzbékistan : 2010
  - Vainqueur de la Coupe d'Ouzbékistan : 2010